# Борно, Луи
Эсташ Антуан Франсуа Жозеф Луи Борно (фр. Eustache Antoine François Joseph Louis Borno; 20 сентября 1865 — 29 июля 1942) — государственный и политический деятель Гаити, президент страны в 1922—1930 годах, во времена американской оккупации. Занимал должности временного поверенного в делах в Доминиканской Республике (1899—1908), министра иностранных дел (1908, 1914—15, 1915—17, 1918), юстиции (1914—15), образования (1915—16), общественных работ (1916), финансов и торговли (1918).

## Ранняя жизнь
Борно был сыном белого француза и чёрной гаитянки, являясь представителем мулатской части населения страны. Обучался в Париже, в 1890 получив степень юриста. По возвращении на Гаити создал юридическую практику, от которой вскоре отказался, чтобы заняться политикой. В 1899 году был назначен на должность дипломатического представителя в Доминиканской Республике, в 1908 году стал министром иностранных дел Гаити в администрации Пьера Нор Алексиса.
В этот период Гаити была в жесточайшем экономическом кризисе, её экономика была практически полностью разрушена, а в сельской местности действовали крестьянские повстанческие отряды. США, руководствовавшиеся в своей внешней политике «Доктриной Монро», опасались, что нестабильность в Гаити подвергнет опасности экономические интересы Соединённых Штатов и способствует росту влияния Германской империи в Гаити. В 1915 году США под руководством президента Вудро Вильсона представили проект по контролю над финансами Гаити. Борно, тогдашний министр иностранных дел в администрации президента Жозефа Теодора, отказался от реализации этого плана, в ответ США конфисковали резервы Национального банка Гаити.
28 июля 1915 года преемник Теодора на посту президента, генерал Вильбрен Гийом Сан, спасаясь от недовольных его правлением гаитян, попытался укрыться в посольстве Франции, но был убит разъярённой толпой. В тот же день американские моряки высадились на побережье Гаити, захватив столицу страны, город Порт-о-Пренс, и организовав выборы нового президента, которым стал Филипп Сюдр Дартигенав. В течение следующих 19 лет Соединённые Штаты держали на Гаити свои войска, а верховный комиссар (глава американской администрации) оказывал решающее влияние на политику страны. В это время Борно, назначенный на должность министра иностранных дел, проводил переговоры с США по экономическому развитию Гаити, подписав гаитяно-американский договор, ставший формальным обоснованием пребывания американских войск.
Жестокость американцев по отношению к местному населению, бытовой расизм американских солдат привели к многочисленным стычкам американцев и жителей Гаити, жертвами которых стали нескольким тысяч гаитянцев. Чтобы справиться с восстанием, президент США Уоррен Гардинг в 1922 году назначил на пост Верховного комиссара генерал-майора Джона Рассела-младшего.

## Президентство
10 апреля 1922 года, когда завершился президентский срок Дартигенава, Луи Борно был избран Государственным советом на пост главы государства. Борно сумел достичь согласия с Расселом, он ввёл политику «честного и откровенного сотрудничества», убеждая американцев помочь экономическому развитию его страны. В то же время Борно сильно зависел от Верховного комиссара, и в 1929 году Рассел утверждал, что Борно не принимал ни одного решения, не посоветовавшись с ним.
На тот момент Гаити была глубоко в долгах, внешний долг равнялся четырёхлетнем бюджету страны. В июне 1922 Борно решил взять кредит в размере 23 миллионов долларов, чтобы иметь средства для оздоровления экономики. Он уменьшил ставку налога на экспорт и со временем сбалансировал торговый дефицит. В 1920-х гг. гаитянская экономика росла высокими темпами, во многом благодаря стабильности, поддерживаемой американскими войсками, и высокими ценами на кофе, основной экспортный продукт Гаити. Особенно впечатляющим было развитие инфраструктуры — 1700 километров дорог стали пригодными для движения автомобилей; было построено 189 мостов; восстановлено много оросительных каналов; построены больницы, школы другие общественные здания; в крупные города была проведена питьевая вода. Порт-о-Пренс стал первым городом Латинской Америки, в котором появилась автоматическая телефонная станция. Сельскохозяйственное образование было организовано в Центральной школе сельского хозяйства, а также на 69 фермах страны. Борно опирался на римско-католическую церковь, развивая сеть школ по всей стране. Понимая, что многие гаитян не знают французского, он стал первым президентом, который ввёл обучение креольскому гаитянскому языку.

Луи Борно прибывает в Вашингтон, 1926 г.

В 1926 году Борно посетил США, где встретился с президентом Калвином Кулиджем; в 1929 — подписал договор о границе с президентом Доминиканской Республики Орасио Васкесом.
Вместе с тем, Борно отказался организовать свободные выборы. В политике он опирался на узкую прослойку мулатской элиты, оттеснив от власти представителей негритянского большинства. Развитие образование и общая стабилизация обстановки в стране привели к тому, что значительно увеличилось количество негритянской интеллигенции, а её самосознание выросло. Сопротивляясь угнетению, чёрные гаитянцы разработали теорию «нуаризма» (гаитянский чёрный национализм), в тех условиях направленную против американской оккупации и Борно как её символа. Президента выбирал Государственный совет, 21 членов которой назначил сам президент. Таким образом, 12 апреля 1926 года он был переизбран на пост главы государства. Печатные СМИ по этому поводу выразили глубокое разочарование. Борно пытался бороться со свободой слова, изменив для этого конституцию, ряд журналистов были арестованы.
Мировой экономический кризис, который начался в 1929 году, разрушил экономику Гаити и повлиял на политику США в отношении этой страны — президент Герберт Гувер по экономическим причинам хотел прекратить оккупацию. С этой целью он назначил комиссию во главе с Камероном Форбсом, которая прибыла на Гаити в декабре 1929. Из-за экономического кризиса мировые цены на кофе упали, фермерские хозяйства Гаити начали нести убытки, государство по совету вашингтонских экономистов резко подняло налоги. По всей стране, стали проходить демонстрации, нередко перераставшие в стычки с американскими военными, которые охраняли порядок в стране. 6 декабря 1929 года крестьяне вступили в стычку с группой американских морских пехотинцев, которые открыли по ним огонь, в результате чего несколько гаитян были убиты. Комиссия Форбса приняла резолюцию по организации свободных выборов и завершении американской оккупации, после чего, в 1930 году, оппозиция избрала временного президента, банкира Луи Эжена Роя.
Сам Борно ушёл из общественной жизни и провёл последние годы своей жизни в своём имении в пригороде Порт-о-Пренса Петьонвиле. Также Борно писал стихи, которые публиковались в журналах и газетах того времени.